# Boyz (canción de Jesy Nelson)
"Boyz" es el sencillo debut de la cantante inglesa Jesy Nelson, con la colaboración de la rapera Nicki Minaj. Fue lanzado el 8 de octubre de 2021, a través de Polydor Records como el primer sencillo en solitario de Nelson desde su salida del grupo británico Little Mix en 2020. La canción contiene un sample de la canción del rapero estadounidense Diddy "Bad Boy for Life".

## Antecedentes
En diciembre de 2020, Nelson anunció que dejaba Little Mix por motivos de salud mental. Unos meses después, firmó un contrato discográfico con Polydor Records. Nelson bromeó con un regreso en agosto de 2021, diciendo: "Para mí, esta es la música que siempre he querido hacer. No creo que nadie espere esto".
El 28 de septiembre de 2021, Nelson confirmó que su primer sencillo en solitario, "Boyz", iba a ser lanzado pronto. Nelson dijo que una "horrible ruptura" inspiró el sencillo. En una entrevista con Noctis Magazine, Nelson describió la canción como "en tu cara", añadiendo: "La escribí cuando estaba pasando por una ruptura y soy yo por completo. Me encantan los chicos malos. Se lo digo a la gente todo el tiempo... ¡no es sano!".
Nelson compartió un teaser del sencillo en Instagram, en el que aparecía practicando la coreografía.

## Recepción
La escritora de The Guardian encontró la canción derivada y anticuada, concluyendo: "El tan esperado debut es un fárrago de letras incomprensibles y tropos de mareo que socava su viaje de autoayuda [de Nelson]". Roisin O'Connor de The Independent escribió que "Boyz" es "una canción terrible en la que una Nelson apenas comprensible canta como Britney Spears haciendo  karaoke, ceceando y jadeando en torno a una muestra de Bad Boy For Life de Diddy. Mientras que el original de Diddy era valiente, agudo y visceral, el de Nelson ha sido pulido y autotuneado hasta la muerte".

## Video musical
El vídeo musical se estrenó el 8 de octubre de 2021, el mismo día del lanzamiento de la canción. El vídeo está ambientado como una parodia del vídeo musical original de "Bad Boy For Life", con el propio Diddy apareciendo en un cameo. El vídeo ha alcanzado seis millones de visitas en YouTube.
El día del lanzamiento del vídeo musical, Nelson se enfrentó a críticas en Internet por su aparición en el vídeo musical, lo que llevó a la cantante a enfrentarse a acusaciones tanto de apropiación cultural como de blackfishing. Algunos señalaron que el tono de piel de Nelson parecía más oscuro que el de Minaj, que es negra. En respuesta, Nelson dijo: "Me tomo en serio todos esos comentarios. Nunca haría nada intencionadamente para parecer ambiguo desde el punto de vista racial, así que por eso me sorprendió inicialmente que el término se dirigiera a mí".

## Lista de Canciones
- Descarga digital/ streaming

1. "Boyz" (con Nicki Minaj) – 2:59

- UK CD single[8]

1. "Boyz" (con Nicki Minaj) – 2:59
2. "Boyz" (acoustic) – 2:34

## Charts
| Chart (2021)                       | Peak position |
| ---------------------------------- | ------------- |
| Global 200 (Billboard)             | 86            |
| Hungría (Single Top 40)            | 15            |
| Irlanda (IRMA)                     | 16            |
| Nueva Zelanda (RMNZ)               | 4             |
| Rumania (Airplay 100)              | 89            |
| Reino Unido (UK Singles Chart)     | 4             |
| Estados Unidos (Mainstream Top 40) | 39            |

## Historial de lanzamiento
| Zona        | Fecha                 | Formato(s)                 | Sello     | Ref.   |
| ----------- | --------------------- | -------------------------- | --------- | ------ |
| Varios      | 8 de octubre de 2021  | Descarga digital Streaming | Polydor   |        |
| Reino Unido | 8 de octubre de 2021  | Sencillo en CD             | Universal | [ 16 ] |
| Australia   | 11 de octubre de 2021 | Contemporary hit radio     | Universal | [ 17 ] |